# کوناوا (اکلاهما)
کوناوا(به انگلیسی: Konawa) شهری در ایالت اکلاهما کشور ایالات متحده آمریکا است که جمعیت آن در سرشماری سال ۲۰۱۰ میلادی، ۱٬۲۹۸ نفر بوده‌است.